# (38381) 1999 RV175
1999 RV175 (asteroide 38381) é um asteroide da cintura principal. Possui uma excentricidade de 0.29613820 e uma inclinação de 4.62790º.
Este asteroide foi descoberto no dia 9 de setembro de 1999 por LINEAR em Socorro.